# Sakai (Osaka)
Sakai (堺市?, Sakai-shi) è una città di 832 287 abitanti situata nella prefettura di Osaka, in Giappone. Sakai è stata uno dei più grandi porti del Giappone medioevale, e attualmente è la quattordicesima città più popolata del Giappone. Nell'aprile del 2006 ha acquisito lo status di città designata per ordinanza governativa.

## Geografia antropica

### Quartieri
Sakai ha sette quartieri (ku):
- Sakai-ku
- Kita-ku
- Nishi-ku
- Naka-ku
- Higashi-ku
- Mihara-ku
- Minami-ku

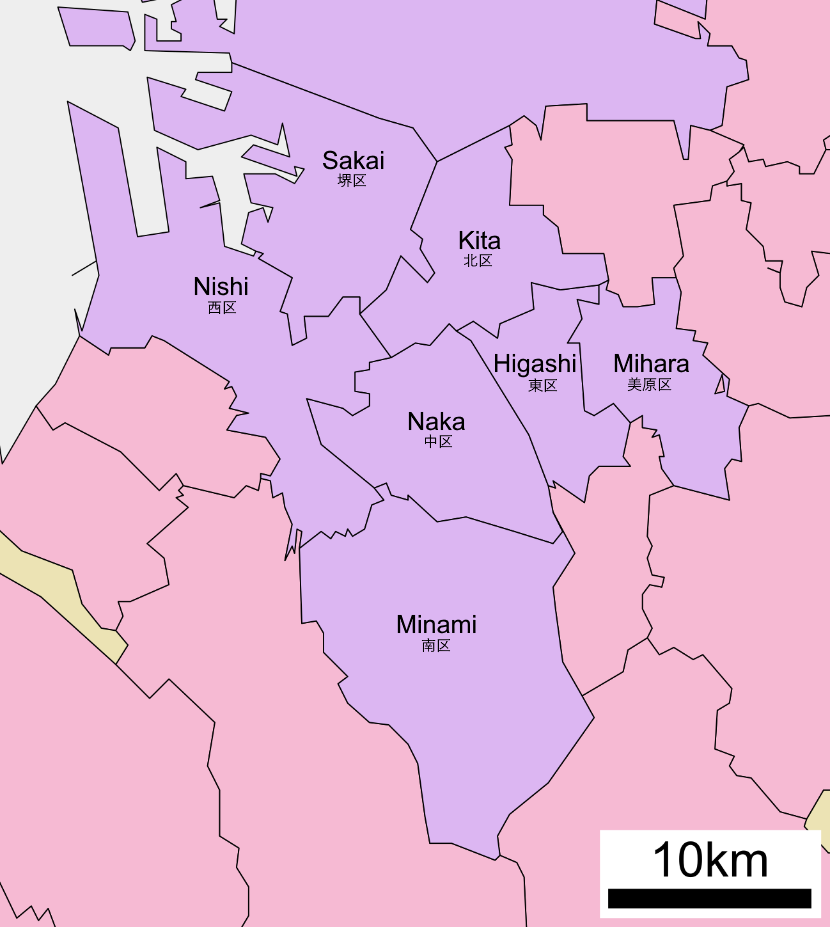
Quartieri di Sakai
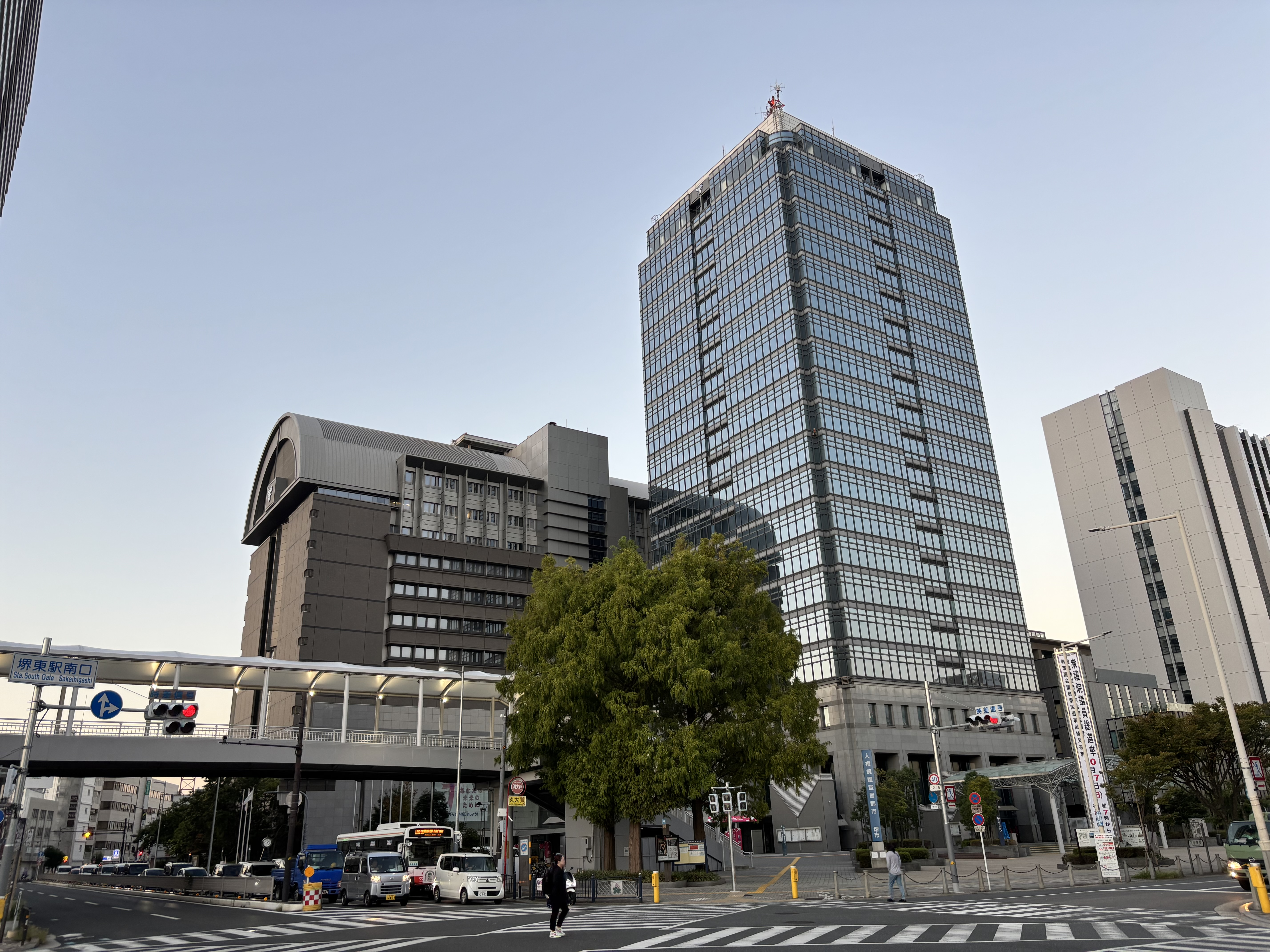
Municipio di Sakai

## Amministrazione

### Gemellaggi
Sakai è gemellata e ha stretto legami di amicizia con i seguenti comuni:
Gemellaggi
- Berkeley, dal 1967
- Wellington, dal 1994

Città con legami di amicizia e cooperazione
- Lianyungang, dal 1983
- Tanegashima, dal 1986
- Higashiyoshino, dal 1986